# مالی اوتیاش
مالی اوتیاش (انگلیسی: Maly Utyash) یک شهرک در شهرستان گافوریسکی استان باشقیرستان کشور روسیه است.